# Ioan Filip
Ioan Constantin Filip (Alsóbiharkristyór, 1989. május 20. –) román labdarúgó, az Universitatea Cluj játékosa.

## Sikerei, díjai
FC Oțelul Galați
- Román bajnokság
  - bajnok: 2010–11
- Román szuperkupa
  - győztes: 2011

 Viitorul Constanța
- Román bajnokság
  - bajnok: 2016–17

 Universitatea Cluj
- Román kupa
  - döntős: 2023

## Fordítás
- Ez a szócikk részben vagy egészben  az   Ioan Filip című angol Wikipédia-szócikk fordításán alapul.  Az eredeti cikk szerkesztőit annak laptörténete sorolja fel. Ez a jelzés csupán a megfogalmazás eredetét és a szerzői jogokat jelzi, nem szolgál a cikkben szereplő információk forrásmegjelöléseként.